# Georgios Hatziioannidis
Georgios Hatziioannidis, född den 22 februari 1951 i Sovjetunionen, är en grekisk brottare som tog OS-brons i fjäderviktsbrottning i fristilsklassen 1980 i Moskva.